# La cucaracha/Simon Bolivar
La cucaracha/Simon Bolivar è un singolo di Milva, pubblicato dalla Ricordi nel 1975.

## La cucaracha
Si tratta di una seconda versione de La cucaracha, celebre canzone tradizionale della musica folk messicana, che divenne popolare dopo la rivoluzione messicana. La cantante infatti aveva già inserito il brano nell'album Canti della libertà del 1965.
Come è noto le origini e gli autori del brano sono sconosciuti. Il titolo si riferirebbe all'automobile del generale Pancho Villa, che spesso era rotta e si era guadagnata, da parte delle sue truppe, il nomignolo la cucaracha. Secondo altre teorie la parola cucaracha era anche un termine per definire in gergo la marijuana o uno spinello.
Il brano, arrangiato da Gino Negri fu inserito nell'album Libertà.

## Simon Bolivar
Simon Bolivar è la canzone pubblicata sul lato B del singolo. Si tratta anche in questo caso di un brano della tradizione folk venezuelana, dedicata al generale, patriota e rivoluzionario Simón Bolívar, scritta da Rubén Lena e Isidro Contreras.
Anche questo brano fu incluso nell'album.